# مارتن شولتس
مارتن شولتس (بالألمانية: Martin Schulz) (مواليد 20 ديسمبر 1955 في إيشفايلر) سياسي ألماني كان نائباً في البرلمان الأوروبي عن ألمانيا من عام 1994 إلى عام 2017 ونائباً في البوندستاغ من عام 2017 إلى عام 2021. خلال فترة خدمته كان  كان زعيماً للتحالف التقدمي للاشتراكيين والديمقراطيين من 2004 إلى 2012، ورئيساً للبرلمان الأوروبي من 2012 إلى 2017 وزعيماً للحزب الديمقراطي الاجتماعي من 2017 إلى 2018.

درس شولتس في مدرسة Broich (الآن فورسلن). كان يحلم في أن يصبح لاعب كرة قدم في الأصل، لكن لإصابة خطيرة في ركبته ضاعت منه الفرصة. أصبح بائع كتاب متدرب، ثم فتح محل لبيع الكتب في فورسلن. وخلال هذا الوقت كان نشطا سياسيا في سن ال 31، وانتخب عمدة فورسلن في عام 1987، وهو المنصب الذي شغله حتى عام 1998.

## حياته المهنية
- 1975-1977: بائع كتب مبتدي (bookseller)
- 1977-1982: عمل في مختلف المكتبات ودور النشر
- 1982-1994: مالك مكتبة
- 1991-1999: عضو مجلس حزب الحزب الديمقراطي الاجتماعي الألماني
- منذ عام 1995: عضو الحزب الديمقراطي الاشتراكي التنفيذي Mittelrhein
- منذ عام 1996: رئيس الحزب الديمقراطي الاجتماعي الألماني في منطقة آخن
- منذ عام 1999: عضو في السلطة التنفيذية الاتحادية الحزب الديمقراطي الاجتماعي الألماني
- 1984-1999: عضو مجلس البلدية، فورسلن
- 1987-1998: رئيس بلدية فورسلن
- منذ عام 1994: عضو في البرلمان الأوروبي
- 1994-1996: منسق حزب الاشتراكيين الأوربيين المعروف اختصرا بـ PES اللجنة الفرعية لحقوق الإنسان
- 1996-2000: منسق المجموعة البرلمانية لحزب الاشتراكيين الاوربيين PES ، لجنة الحريات المدنية والعدالة والشؤون الداخلية
- 2000-2004: رئيس الحزب الديمقراطي الاجتماعي الألماني (الحزب الديمقراطي الاجتماعي الألماني) الوفد الألماني، والبرلمان الأوروبي
- 2002-2004: النائب الأول لرئيس مجلس إدارة حزب الاشتراكيين الأوربيين المعروف اختصرا بـ PES
- منذ عام 2009: رئيس حزب الاشتراكيين الأوربيين المعروف اختصرا بـ PES ثم S & D المجموعة
- منذ عام 2012: رئيس البرلمان الأوروبي
- منذ عام 2014: أعيد انتخابه رئيسا للبرلمان الأوروبي

## حياته الخاصة وتعليمه
ولد شولتس في هايهيرلث، وهي منطقة من إيشفايلر في غرب الراين، كان واحدا من خمسة أطفاللأب يعمل شرطي محلي.

من 1975-1977 تدرب ليكون كتبي ((bookseller)). [3] في السنتين المقبلتين كان يعمل لعدد من دور النشر والمكتبات، وفي عام 1982 قام بافتتاح مكتبة خاصة به في فورسلن، كان يديرها حتى عام 1994

## الحياة السياسية

### البداية المبكرة في السياسة
في عام 1974، عن عمر يناهز ال 19 عاما، انضم شولتس الحزب الإشتراكي الديمقراطي الألماني، انخرط مع الاشتراكيين الشباب، وفي عام 1984 انتخب عضوا في المجلس البلدي لمدينة فورسلن، وبقى عضوا لأكثر من عهدتين انتخابيتين، لعام 1998، من عام 1987 أصبح رئيسا لبلدية. في 31، وقال انه كان آنذاك أصغر رئيس بلدية في شمال الراين وستفاليا. تقلد هذا المنصب حتى عام 1998. ومستشار البلدية التي بدأ توأمها مع مدينة مورلي في الفرنسية البريطانية، حيث أصبح أصدقاء مع ماريليز لبرانشو، الذي كان رئيس بلدية، وهو الآن وزير فرنسا للخدمات العامة.

### عضو في البرلمان الأوروبي، 1994 إلى الوقت الحاضر
في الانتخابات البرلمانية الأوروبية 1994 انتخب شولتس في البرلمان الأوروبي وبين عامي 2000 و2004 وكان رئيسا لوفد الحزب الديمقراطي الاشتراكي. وقد شغل شولتس في عدد من اللجان منها لجنة الحريات المدنية والعدالة والشؤون الداخلية واللجنة الفرعية لحقوق الإنسان. قاد الوفد الألماني من المجموعة الاشتراكية (أعضاء الحزب الاشتراكي الديمقراطي) من عام 2000، وكان أيضا نائبا لرئيس المجموعة الاشتراكية في البرلمان الأوروبي. انتخب زعيما المجموعة في عام 2004، مجموعة المعروفة اختصارا ب لمجموعة البرلمانية لحزب الاشتراكيين الاوربيين PES، خلفا للاسباني انريكي بارون كريسبو، وهو الموقف الذي عقد حتى انتخب رئيس البرلمان الأوروبي. منذ عام 2009، عملت شولتس أيضا كممثل للشؤون الأوروبية لرئيس الحزب الديمقراطي الاجتماعي الألماني SPD ألمانيا وآرائه أثرت بعمق السياسة المؤيدة لأوروبا حزبه.
في عام 2004 كقائد للمجموعة S & D، قدم شولتس التماسا في البرلمان الأوروبي لرفض إعطاء موافقة / أو استحسان للجنة باروسو على أساس اقتراح تعيين المرشح الإيطالي روكو بوتيليوني وأعرب علنا عن وجهات النظر من الخوف من المثليين. وجاءت غالبية كبيرة من أعضاء البرلمان الأوروبي من الجماعات السياسية الأخرى، وبالتالي بوتيجليوني سحب وحلت محلها فرانكو فراتيني.

## روابط خارجية
- مارتن شولتس على موقع IMDb (الإنجليزية)
- مارتن شولتس على موقع الموسوعة البريطانية (الإنجليزية)
- مارتن شولتس على موقع مونزينجر (الألمانية)
- مارتن شولتس على موقع قاعدة بيانات الفيلم (الإنجليزية)